# اللاسلكي

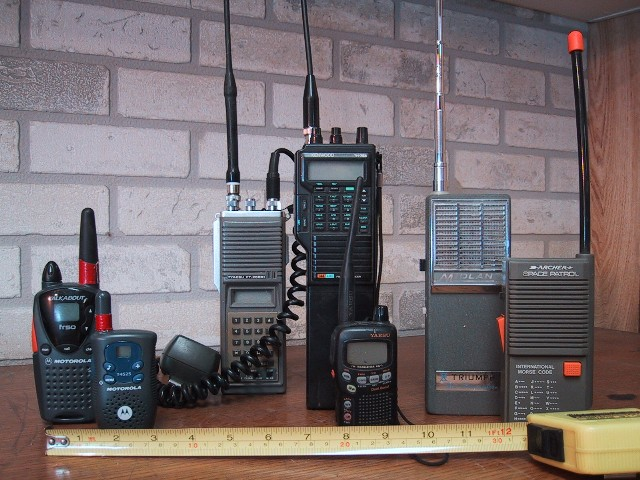
جهاز اتصال لاسلكي لعبه للهواة ، ترفيهي

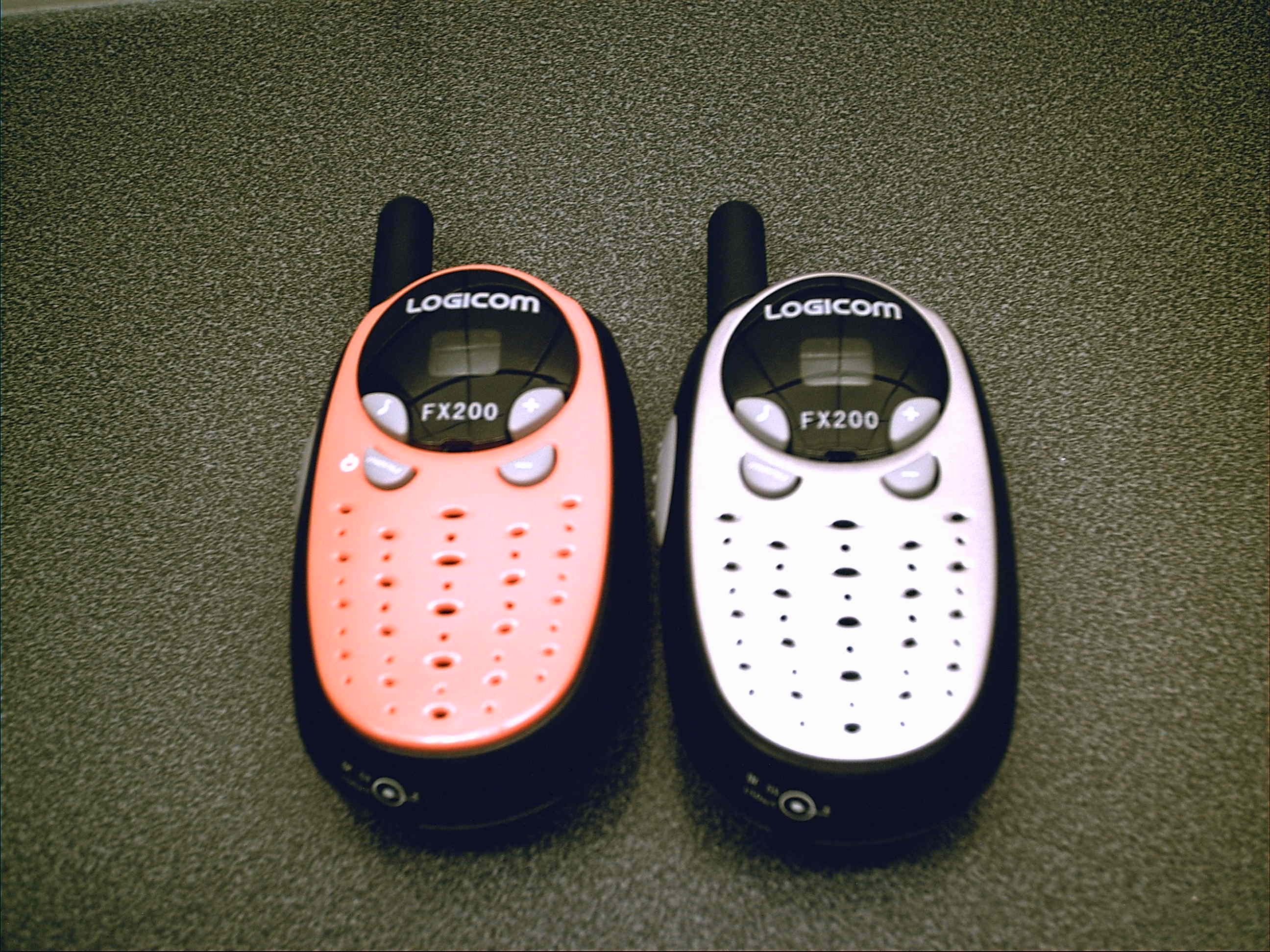
صوره لاثنين من أجهزة الاتصال اللاسلكية من نوع صف المستهلك (PMR446-type))

جهاز الاتصال اللاسلكي (المعروف برسمية أكثر باسم جهاز إرسال واستقبال محمول أو HT) جهاز محمول نقال، يرسل ويستقبل باتجاهين. يعود الفضل في تطويره خلال الحرب العالمية الثانية بشكل كبير إلى دونالد هنغز Donald L. Hings ، المهندس الراديوي الفريد غروس Alfred J. Gross ، والفريق الهندسي في موتورولا. تصميم مشابه تم تصميمه لقوات مسلحة أخرى (بحاجة للتوضيح)، وبعد الحرب، انتشر جهاز الاتصال اللاسلكي بشكل واسع للسلامة العامة وأخيرا إلى أغراض تجارية وإلى ميدان العمل. وتشمل الخصائص الرئيسية قناة نصف مزدوج (اتصال راديوي واحد في الآن الواحد)، مع ذلك يمكن لأي عدد سماع الاتصال) ومفتاح«اضغط للتتحدث» PTT)) الذي يبدأ الإرسال. جهاز الاتصال التقليدي يماثل سماعة لهاتف، من الممكن أن يكون أكبر بقليل ولكنه يبقى وحدة واحدة، مع هوائي مركب على الجزء العلوي من الوحدة. بينما تكون سماعة الهاتف عالية فقط لتسمع من قبل المستخدم، فان جهاز الاتصال اللاسلكي صمم ليمكن سماعه من قبل المستخدم ومن بجواره. يمكن استخدام جهاز إرسال واستقبال محمول للتواصل بين الاخرين، أو إلى محطات محمولة على عربة أو قاعدة.

## التاريخ

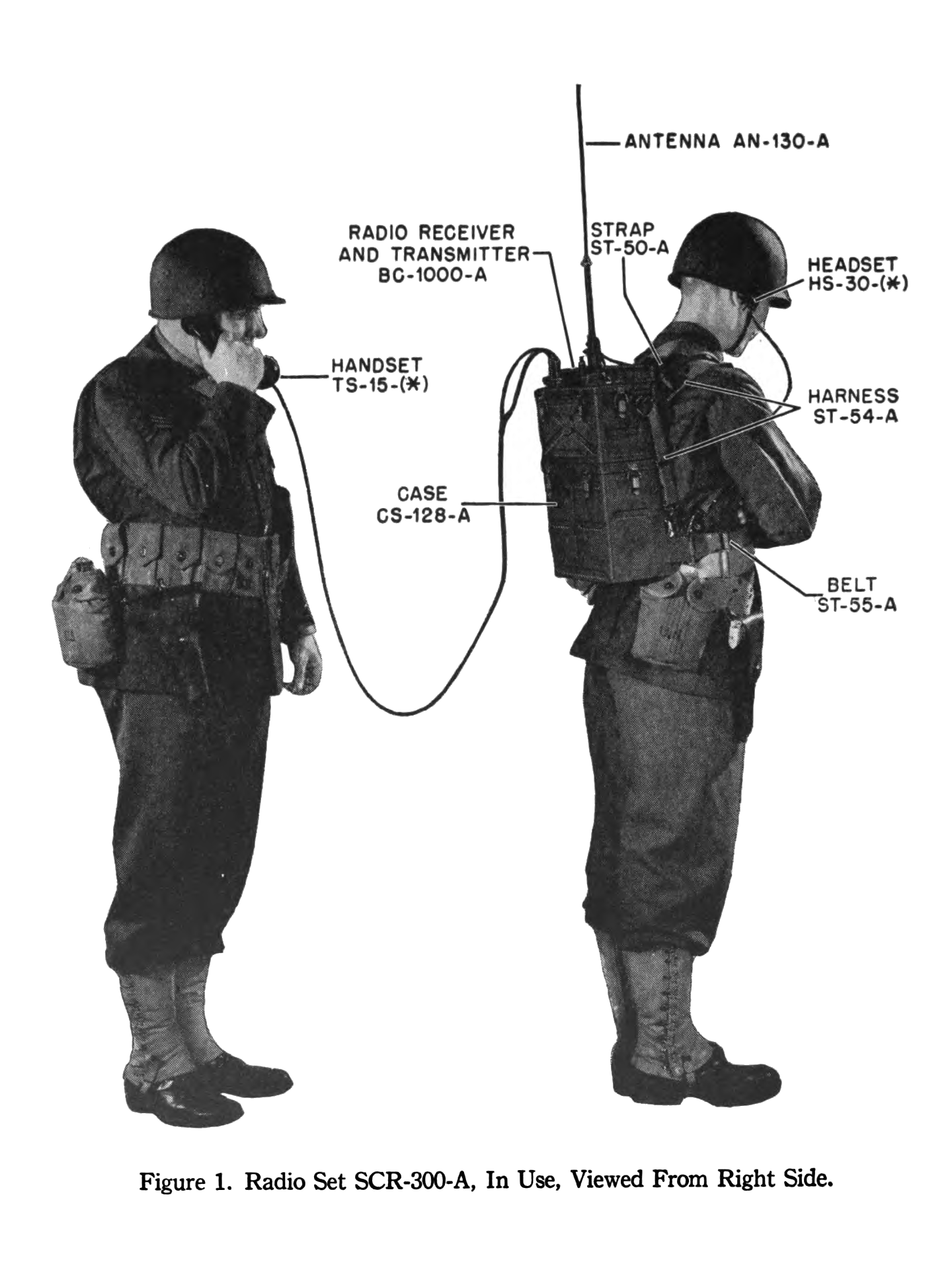
جهاز اتصال لاسلكي SCR-300"

أول جهاز إرسال واستقبال راديوي انتشر باسم "walkie-talkie" كان backpacked موتورولا SCR-300، صمم من قبل فريق هندسي عام 1940 في شركة التصنيع الغلفانية (Fore-runner of Motorola). تضمن الفريق دان نوبل، الذي حمل التصميم باستخدام تضمين التردد، هينرك ماغنوسكي، الذي كان المهندس الرئيسي RF ،ماريون بوند، لايود موريس ن وبيل فوغال.

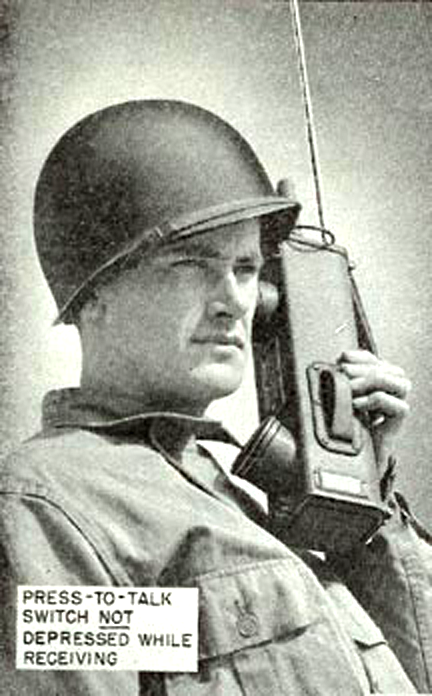
جهاز الاتصال المحمول SCR-546"

أنتجت موتورولا أيضا الراديو المحمول SCR-536 خلال الحرب العالمية الثانية، وسمي بال handie-talkie (HT). المصطلح غالبا ما يساء فهمه في الوقت الحاضر، ولكن ال Walkie-talkie الأصلي كان الجهاز الذي يمكن حمله بالكامل باليد (ولكن كفاءة أدائه قلت بشكل كبير). كلا الجهازين يعمل بالأنابيب المفرغة ويستعمل بطارية جافة ذات فرق جهد عالي. (ال handie-talkie أصبح علامة تجارية لموتورولا. في 22 مايو عام 1951 أودع الطلب مع الولايات المتحدة ومكتب العلامات التجارية، ورقم توثيق العلامة التجارية هو 71560123).
المهندس الراديوي والمطور لنظام joune leanor ألفريد غروس عمل أيضا على التكنولوجيا المبكرة وراء ال walki-talkie بين عام 1934 وعام 1941 ، وأحيانا يعود له الفضل باختراعه.

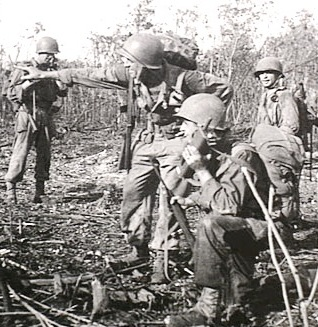
Noemfoor ,dutch new guinea،عام 1944، جندي من الولايات المتحدة يستعمل جهاز الاتصال

يعود الفضل باختراع ال walkie-talkie للمخترع الكندي دونالد هينغز الذي اخترع نظام إشارات الراديو النقال لصاحب عمله CM&S في عام 1937 والذي وصفه بأنه "Backset"، لاحقا عرف بال "walkie-talkie". في عام 2001، وسم هينغز رسميا لجهوده العظيمة بالحرب. كان موديل هينغز C-58 "Handie-talkie-hings" في خدمة الجيش عام 1942 ، نتيجة جهود R&D السرية التي بدأت عام 1940.
بعد الحرب العالمية الثانية، طور Raython الاستبدال العسكري SCR-536 . تستعمل دارة ال AN/PRC-6 13 أبوب مفرغ (مرسل ومستقبل)؛ ومجموعة أخرى من 13 أنبوب جهزت مع الوحدة كقطع غيار. جمعت الوحدة صناعيا بكريستال واحد وقد تغير في الميدان إلى تردد آخر عن طريق تبديل الكريستال وإعادة تشغيل الوحدة. يستخدم هوائي Whip ذو ال24 انشآ. هناك سماعة H-33C/PT الاختيارية التي يمكن وصلها ب AN/PRC-6 بواسطة سلك بطول 5 أقدام. وتكون حبال الشبكة متوفرة.
في منتصف السبعينيات، بدأت قوات مشاة البحرية الأمريكية محاولة تطوير الراديو الفرقي ليحل محل الخوذة المركبة بمستقبل AN/PRR-9 ومستقبل ومرسل AN/PRT-68 المحمول (كلاهما حسن من قبل جيش الولايات المتحدة).أنتج AN/PRC-68 لأول مرة عام 1976 من قبل Magnovox، صدر للمشاة البحرية في الثمانينيات، وتبنته الولايات المتحدة كذلك.
الاختصار HT ، اشتق من علامة موتورولا التجارية "Handy-talkie"، يستخدم عادة للإشارة لأجهزة الراديو ham المحمولة، وال ""walkie-talkie غالبا استخدم كتعبير للشيء العادي أو خصص للإشارة للعبة، مستخدمي السلامة العامة أو التجارية يشيرون عموما إلى الأجهزة المحمولة الخاصة بهم باسم «راديو». الفائض من handie talkie لموتورولا طريقه إلى أيدي مشغلين راديو ham بعد الحرب العالمية الثانية مباشرة.
أقرضت أجهزة المذياع الخاصة بالسلامة العامة لموتورولا للخمسينيات والستينيات أو تم تبنيها لمجموعة ham كجزء من برنامج الدفاع المدني. لتجنب التعدي على العلامات التجارية، غيرها من الشركات المصنعة تستخدم تسميات ك "hand held transceiver" أو "handie transceiver " لمنتجاتها.

## التطوير
بعض شبكات الهاتف الخلوي عرضت سماعة «اضغط لتتحدث» والتي تسمح لل "walkie-talkie" للعمل خلال الشبكات الخلوية دون الحاجة لطلب الاتصال كل مرة. ومع ذلك، يجب أن تتوافر إمكانية الوصول لمزود الهاتف المحمول.
تملك موتورولا الهواتف الخلوية IDEN (eg.i867) الذي يمكن 15 محادثة كل 10 قنوات 900MHZ (تفقد Moto talk) بين الهواتف الخلوية المتوافقة دون استخدام شبكة الهاتف الخلوية والمحطة الأساسية. هذا مفيد جدا خارج مدى مزود الهاتف الخلوي فضلا عن خفض رسوم الشبكة.
ال walkie-talkie للسلامة العامة، والأغراض التجارية والصناعية قد يكون جزء من النظام الراديوي trunked، الذي يحدد موقع القنوات الراديوية ديناميكيا لاستخدام أكثر فاعلية للراديو محدود الطيف. هذه الأنظمة دائما تعمل مع قاعدة أساسية كمكرر ومتحكم، وعلى الرغم من أن سماعات وهواتف الأفراد قد تحتوي على وضع يتجاوز المحطة الأساسية.

## استخدام معاصر

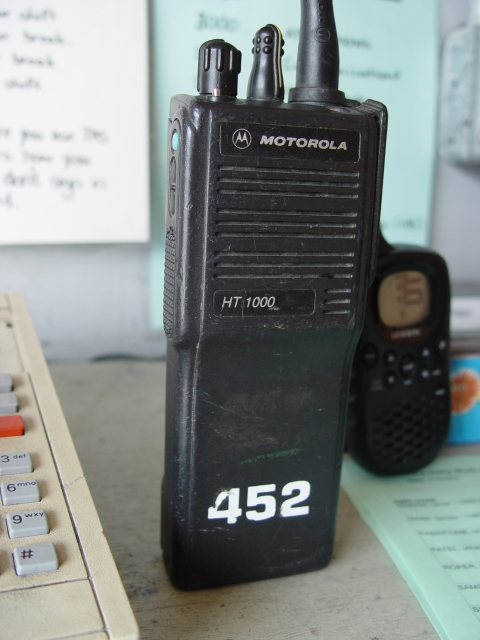
راديو موتورولا باتجاهين HT1000

تستخدم أجهزة اللاسلكي على نطاق واسع في أي مكان تعود فيه الحاجة إلى اتصالات لاسلكية، بما في ذلك الأعمال التجارية، والسلامة العامة، والجيش، والترفيه في الهواء الطلق وما شابه ذلك، والأجهزة متاحة بأسعار متعددة تتراوح من وحدات تناظرية رخيصة الثمن تباع كألعاب حتى وحدات بأسعار قاسية (مثل مقاوم الماء، الآمن جوهريا)وحدات رقمية تناظرية للاستخدام في القوارب أو الصناعات الثقيلة. معظم البلدان تسمح ببيع أجهزة ال WALKIE-TALKIE لأغراض الأعمال التجارية، ووسيلة تواصل قوات المشاة البحرية وبعض الاستخدامات الشخصية المحدودة كراديو CB على الأقل. كذلك الأمر للتصاميم الراديوية الهاوية.
بالشكر للاستخدام المتزايد للإلكترونيات المصغرة أصبح بالإمكان صنع ال WALKIE-TALKIE ليكون صغيرا جدا مع بعض الأنماط الشخصية الراديوية تردد فوق العالي UHF ذات الاتجاهين التي تكون أصغر من طابق من ورق (مع ذلك وحدات التردد الجد عالي (VHF) والتردد العالي (hf) يمكن أن تكون أكبر بكثير بسبب الحاجة لهوائيات كبيرة وعلب بطاريات). بالإضافة إلى أنه مع نقصان التكلفة، أصبح من الممكن إضافة إمكانات سحق متقدمة مثل CTCSS analog squelch وdigital DCS (غالبا يعرف ب«شيفرة الخصوصية»)إلى راديو غير غال الثمن، وكذلك جهاز الصوت وإمكانات عملية وضع الكيبل في مجراه.بعض الوحدات (خصوصا أجهزة ال HTS الهاوية) التي الموديلات تتضمن إمكانات VOX للعمل دون استخدام الأيدي، وكذلك القدرة على إرفاق مكبر صوت ومتحدث خارجي.
المعدات التجارية والاستهلاكية تختلف عن بعضها بعدة طرق، المعدات التجارية بشكل عام تكون قاسية، مع غطاء معدني وعادة يحوي على بعض الترددات محدودة البرمجة فيه (أحيانا وليس دائما مع كمبيوتر أو جهاز برمجة خارجي آخر تكون الوحدات القديمة قادرة على تبديل الكرستالات ببساطة)، بما أن وكيل السلامة العامة والأعمال يجب أن يلتزم غالبا بتخصيص تردد معين.من جهة أخرى المعدات الاستهلاكية صممت عموما لتكون صغيرة، خفيفة الوزن، وقادرة على الوصول إلى أي قناة تقع في موجة محددة، ليس فقط مجموعة فرعية من القنوات المخصصة.

### الجيش العسكري
تستخدم المؤسسة العسكرية الراديو المحمول لأغراض مختلفة. يمكن لوحدت حديثة مثل AN/PRC-148inter/intra team radio التواصل عبر موجات مختلفة ومخططات تشكيل تشمل قدرات التشفير.

### راديو الهواة
يستخدم ال walkie-talkie(و يعرف أيضا «بجهاز الإرسال والاستقبال المحمول»)بشكل واسع من قبل مشغلي الراديو الهواة. مع أن العتاد التجاري من قبل شركات كموتورولا غير شائع، إلا أن هناك كثير من الشركات ك yaesu وicom وkenwood تصمم موديلات مخصصة لاستخدامات الهواة. في حين تكون مشابهه للوحدات الخصوصية والتجارية بشكل سطحي تتضمن أشياء ك CTCSS وDCS سحق وظائف، يستخدم بشكل رئيسي لتفعيل مكرر الراديو الهاوي ، تملك معدات الهواة عددا من الخصائص التي لا تشابه المعدات الأخرى تشمل:
- استقبال واسع النطاق، عادة يتضمن وظائف الماسح الضوئي الراديوي للاستماع للحزم الراديوية غير الهاوية.
- الحزم المتعددة: بينما يعمل البعض على موجات محددة ك 2 متر أو 70 سم، أخرى يدعمون العديد من VHF وUHF المخصصات والمتاحة للمستخدم.
- بما أن تخصيص الهواة عادة ليس channelized يمكن أن يطلب المستخدم أي تردد يرغب به في الحزم الموكلة.
- الخطط ثنائية النمط: بعض هواة HTS قد يسمح بأنماط نمذجة غير FN تتضمن AM وSSB وCW ونموذج رقمي ك radioteletype أو PSK31 .

أحدث إصدار لخدمات راديو الهواة هو تكنولوجيا رقمية ذكية لراديو الهواة أو D-STAR راديو محمول مع تكنولوجيا ذات عدة خصائص متقدمة، تشمل عرض موجي أضيق، صوت ورسائل آنية GPS ، تحديد المواقع، و Callsign يوجه الاتصالات الراديوية عبر شبكة دولية واسعة النطاق.
كما ذكر سابقا، يمكن أحيانا أن يعاد برمجة جهاز الاتصال المحمول التجاري ليعمل على ترددات الهواة. قد يفعل معدات راديو الهواة ذلك لأسباب تتعلق بالتكلفة، أو بسبب فهم أن المعدات التجارية مبنية بصلابة أكثر أو بتصميم أفضل من غرض بناء المعدات الهاوية.

### الاستخدام الشخصي

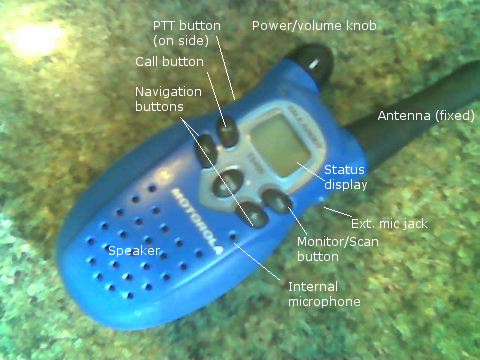
راديو موتورولا نوع FRS

قد أصبح جهاز الاتصال المحمول شائعا أيضا بسبب خدمة راديو العائلة للولايات المتحدة FRS))family radio service وخدمات مشابهة دون ترخيص (مثل PMR446 لأوروبا وUHF CB GH لاستراليا)في بلدان أخرى.بينما تستعمل أحيانا أجهزة اتصال FRS النقالة أيضا كألعاب بسبب إنتاجيتهم الضخمة التي تجعل تكلفتهم قليلة، وتحتوي على مستقبلات Superheterodyne جيدة وهي معدات اتصال مفيدة لكلا الغرضين العملي والشخصي. وقد شكلت الطفرة في أجهزة الإرسال والاستقبال الغير مرخصة مصدرا للإحباط لمستخدمي الخدمات المرخصة التي في بعض الأحيان تتداخل معها.كمثال، تداخل GMRS وFRS في الولايات المتحدة، مما أدى إلى استخدام قرصني كبير لترددات ال GMRS.استخدام ترددات ال GMRS USA)) يتطلب رخصة؛ على أي حال معظم المستخدمين إما يهملون هذا المتطلب أو على غير دراية به.أعادت كندا تخصيص ترددات لاستخدامات بغير رخصة بسبب التدخل الكبير من مستخدمي US GMRS. تقع القنوات الأوروبية PMR446 في وسط توزيع هواة تردد فوق العالي (UHF) الولايات المتحدة، وقنوات US FRS تتدخل في اتصالات السلامة العامة في المملكة المتحدة. تصميم جهاز الإرسال والاستقبال المحمول في أي حالة يكون منظما بإحكام، عموما يتطلب هوائيات لا يمكن إزالتها (مع بعض الاستثناءات مثل راديو CB وتوزيع الولايات المتحدة MURS)و رايوهات معدلة ممنوعة.
معظم أجهزة الإرسال المحمولة الشخصية المباعة تكون مصممة لتعمل في نطاق UHF، وصممت لتكون موثقة جدا، مع زر لتغيير القنوات واعددات أخرى على وجه الراديو وهوائي قصير مثبت. معظم الوحدات المشابهة تصنع من بلاستيك ثقيل، عادة يكون بألوان فاتحة، مع أن بعض الوحدات الأكثر غلاء يحوي معدن قاسي أو غطاء بلاستيكي. يصمم الراديو التجاري غالبا ليستخدم على توزيعات مثل MURS أو GMRS (الأخير لديه القليل المعدات المبنية لهذا الغرض المتاحة بسهولة). بالإضافة، أجهزة الإرسال المحمولة CB متاحة، ولكنها أقل شيوعا بسبب خصائص النشر لموجه 27 ميغاهيرتز والضخامة العامة للعتاد المستعملة.
صمم جهاز الإرسال المحمول بشكل رئيسي ليوفر وصول سهل لجميع القنوات المتاحة (والشيفرات المكبوتة إذا كانت مدعومة) ضمن توزيع محدد.
أحيانا يتم دمج الراديو الشخصي ذا الاتجاهين أحيانا مع أجهزة إلكترونية أخرى؛ تدمج سلسلة Garmins Rino مستقبل GPS في نفس الرزمة مع جاز الإرسال المحمول FRS/GMRS (سامحة لمستخدمي Rino بإرسال بيانات موقع رقمية لبعضهم البعض)بعض الراديوات الشخصية تضمن أيضا مستقبل البرنامج الراديوي FM وam حيث كان مطبقا، NOAA راديو الطقس وأنظمة مشابهة تبث بنفس الترددات . تسمح بعض التصاميم أيضا بإرسال الرسائل والصور بين الوحدات المجهزة المشابهة.
في حين غالبا ما يصنف راديو ميدان العمل والحكومة بإنتاج الطاقة، يتم تصنيف راديو المستهلك بشكل كبير ومثير للجدل بالميل أو الكيلومتر. بسبب نشر خط الأفق لإشارات UHF، يعتبر المستخدمون الخبراء أن هذه التصنيفات مبالغ بها بشكل كبير، وقد بدأت بعض الشركات المصنعة طباعة مجموعة تصنيفات على حزمة استنادا إلى التضاريس بلا من إنتاج الطاقة البسيطة .مرور جهاز الإرسال المحمول الشخصي في منطقة 27 ميغاهيرتز و400-500 ميغاهيرتز من طيف UHF، هناك بعض الوحدات التي تستخدم «الجزء 15» موجة 49 ميغاهيرتز (بالتقاسم مع الهواتف اللاسلكية، جهاز مراقبة الأطفال وأجهزة مشابهة)وكذلك «الجزء 15» موجة 900 ميغاهيرتز؛ في الولايات المتحدة على الأقل؛ الوحدات في الموجات لا تتطلب رخصة ما دامو يلتزمون بالجزء 15 FCC قوانين الطاقة الإنتاجية. شركة تسمى Trisquar، في شهر 7 عام 2007 سوقت لسلسلة من أجهزة الإرسال المحمولة في الولايات المتحدة مبنية على تقنية قفز التردد المنتشر الطيف العاملة في نطاق التردد هذا تحت اسم Exrs (extreme radio services- على الرغم من الاسم، تصميم ملكية، عدم تخصيص رسمي ل US FCC) سمح مخطط الطيف المنتشر المستخدم في راديو Exrs حتى 10 بليون قناة افتراضية وضمنت تواصل خصوصي بين وحدتين أو أكثر.

## الترفيه
النسخ ذات القدرة القليلة، معفية من متطلبات الترخيص، وهي لعبة أطفال شائعة كذلك مثل fisher price walkie talkie للأطفال يتضح على يمين على الصورة، قبل تغيير راديو CB من مرخص ألى يسمح بجزء (قانون FCC جزء 95)حالة، لعبة جهاز الإرسال المحمول التقليدية المتاحة في شمال أمريكا محدود ل 10 ميلي واط من القدرة على الإرسال وباستعمال واحدة أو اثنتين من القنوات المتحكمة البلورية في موجة المواطنين ذات 27 ميغاهيرتز باستخدام مدى تردد تحويري AM))فقط. لاحقاً اشتغلت لعبة جهاز الإرسال النقال في موجة 49 ميغاهيرتز، بعضها المستخدم لتضمين التردد FM))تم جمعه مع هواتف لاسلكية وأجهزة مراقبة الأطفال. الأجهزة الأقل سعرا تكون بسيطة جدا الكترونيا (تردد واحد، متحكم بلوري عموماً مبني على دارة مذياع متقطع بسيط حيث أن جهاز الإرسال المحمول الخاص بالناضجين يستخدم رقاقات)، قد يستخدم مستقبل فائق الإنتاجية، قد تخلو من متحكم بالصوت، ولكنها على الرغم من ذلك قد تكون مزينة بشكل متقن، غالبا تشابه قليلا راديو الناضجين مثل FRS أو معدات السلامة العامة. ليس مثل الوحدات عالية الكلفة، فان لعبة جهاز التواصل المحمول قليلة السعر قد لا تحوي مايكريفون وجهاز تحدث منفصل، المتحدث في الاستقبال يضاعف ليعمل كمايكريفون حالة الإرسال.
خاصية غير اعتيادية، معروفة لأجهزة الإرسال المحمولة الخاصة بالأطفال ولكنها نادرا ما تتاح لغيرهم حتى في التصاميم المخصصة للهواة، هي «مفتاح الشيفرة»، وهي عبارة عن زر يسمح للمشغل بإرسال شيفرة مورس أو أي نغمة مشابهة إلى جهاز إرسال محمول آخر يعمل على نفس التردد. عموما يضغط المشغل زر PTT ويدخل رسالة باستخدام شيفرة مورس Crib sheet المرفقة للراديو كملصق، على أي حال قد انخفضت شيفرة مورس من الاستخدام على شكل واسع، بعض هذه الوحدات إما لديها علامة تشفير مبسطة أو لم يعد لديها ملصق على الإطلاق. بالإضافة فالراديو الشخصي UHF يستعمل كلعبة أحيانا على الرغم أنه لا يسوق عموما على هذا النحو (و لكن انظر لخط Hasbros chatnow الذي يرسل صوت وبيانات رقمية إلى موجة FRS).

### تطبيقات الهواتف الذكية
توجد مجموعة متنوعة من تطبيقات الهواتف تقلد طريقة تفاعل اللاسلكي. تباع كالاتصالات غير متزامنة بزمن انتقال منخفض. تشمل المزايا عبر الاتصالات الصوتية ذات الاتجاهين: الطبيعة غير المتزامنة التي لا تتطلب تفاعل كامل من قبل المستخدم (مثل الرسائل القصيرة) والصوت عبر VOIP)IP) بروتوكول الإنترنت لذلك هي لا تستنفد دقائق على خطة الخلوي.
تتضمن التطبيقات في السوق التي تعرض هذا النمط من التفاعل الخاص باللاسلكي Voxer وزيلو (zello) وheytell بين آخرين. تطبيق يعرض هذا النمط من التفاعل للفيديو هو glide .
هناك تكنولوجيا أخرى للهواتف الذكية المبنية على اللاسلكي هي go tenna. التي ليست مثل خدمة تطبيق فقط app-only، ك voxer وzello، فإن go tenna لا يتطلب اتصال بيانات عبر الواي فاي أو شبكة خلوية. بدلا من ذلك معدات go tenna تنتج إشارتها بنفسها على تردد VHF، مقترنة مع تطبيق في الهاتف الذكي للمستقبل عبر البلوتوث منخفض الطاقة للسماح للمستخدم باستخدام هذا التطبيق كواجهة رسالة. يمكن لمستخدمي go tenna إرسال الرسائل ومواقع جي بي إس لبعضهم البعض على أساس الند للند، متخلية عن الاحتياج لبنية تحتية مركزية للتواصل من أي نوع. بروتوكولات ملكية الشبكات تؤهل مستخدمي go tenna للحصول على تجربة الهواتف الذكية أكثر من تجربة اللاسلكي –متضمنة تأكيدات الوصول، وتبديل القنوات التلقائي.

## الاستخدامات المتخصصة

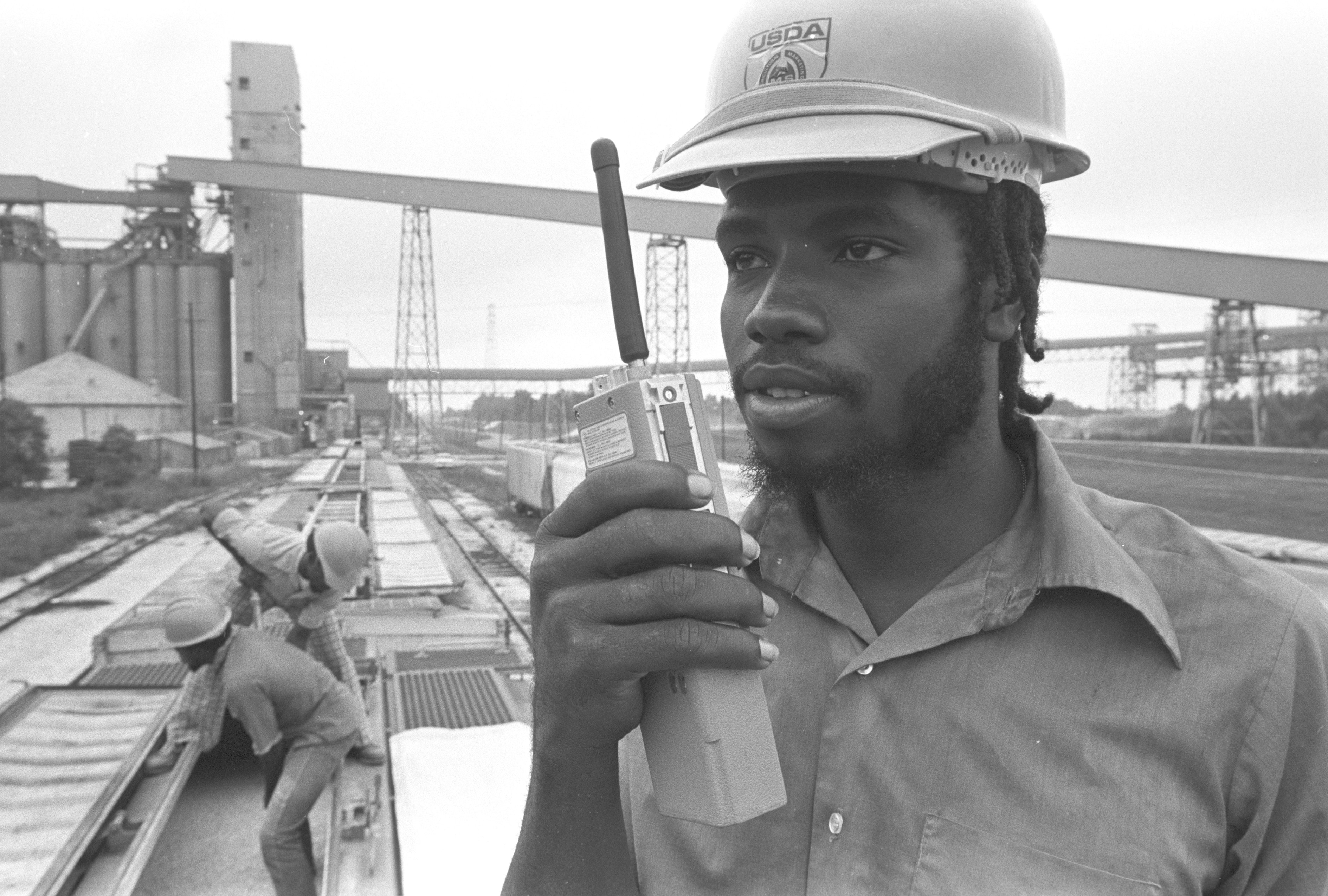
أحد مفتشي وزارة زراعة الحبوب RCA تاكتيك لاسلكي، نيو أورلنغ ,1976

بإضافة إلى الاستخدامات الأرضية للهاتف، استخدمت بعض تصاميم اللاسلكي للتواصل بالبحر والجو، خصوصا على القوارب الصغيرة والطائرات الخفيفة حيث يكون تركيب جهاز لاسلكي ثابت غير عملي أو باهظ الثمن. عادة هذه الوحدات يكون لديها مفاتيح لتوفر وصول سريع لمحطات الطوارئ والمعلومات. أجهزة اللاسلكي الآمنة جوهريا عادة تكون مطلوبة في إعدادات الصناعة الثقيلة؛ حيث يمكن استخدام الراديو حول بخار قابل لاشتعال. هذا التعيين يعني أن المقابض والمفاتيح في الراديو صممت لتجنب إنتاج شعلة بينما تعمل.

## الملحقات
هناك عدة ملحقات مختلفة متوفرة لأجهزة الاتصال اللاسلكية مثل البطاريات القابلة لإعادة الشحن، انخفاض في الشاحن، شاحن ثنائي الوحدة لشحن حتى 6 وحدات في الوقت الواحد ملحق جاك الصوتي التي يمكن استخدامها لسماعات الرأس أو مكبرات صوت المتكلم .